# Пшеничний Олексій Васильович
Олексій Васильович Пшеничний (нар. 10 травня 1919, Єнакієвський (за іншими даними — Григорівка), Катеринославська губернія, УРСР — пом. 8 грудня 1986, Ленінград, РРФСР) — радянський футболіст, захисник. Заслужений майстер спорту (1950).

## Життєпис
З 1935 — вихованець юнацької команди «Сталь» (Рикове). Приїхав до [[|Ленінграда]Санкт-Петербург] з Донбасу в 17 років. Працював на заводі імені Єгорова, грав за місцеву команду. У 1940 році грав за «Електрик», у наступному році перейшов у «Зеніт», за який виступав до 1951 року (з перервою в 1942-43 роках, коли Олексій виступав за команди «Зеніт» з Казані та Москви), у 1947-1948 роках — капітан команди. Володів високою швидкістю, ігровою інтуїцією, цілком пристойною технікою. Грав дуже надійно, самовіддано. Провів за команду 172 офіційні матчі (151 — в чемпіонаті СРСР), відзначився 4-ма голами.
У 1947 року закінчив школу тренерів при ГОЛІФК імені П. Ф. Лесгафта.
Після закінчення ігрової кар'єри працював тренером в заводських командах рідного Єнакієвого. У 1962 році вивів місцевий «Металург» у клас «Б» чемпіонату СРСР. Згодом перебрався до Ленінграда, де тренував місцеві колективи. У 1969 році — головний тренер новгородського «Електрону».
Одна з вулиць Єнакієвого названа його честь.

## Досягнення
«Зеніт» (Ленінград)
- Кубок СРСР
  -  Володар (1): 1944